# Intrastat
Intrastat es el sistema por el cual se recogen estadísticas de tráfico de mercancías entre los países de la Unión Europea. Comenzó a operar el 1 de enero de 1993, cuando reemplazó a las declaraciones de aduana como fuente de estadística comercial dentro de la Unión.

## Motivación
Las estadísticas de comercio intracomunitario son una parte esencial en la contabilidad de la Balanza comercial de un país y son consideradas un indicador importante de los resultados de una economía. Dichas estadísticas son utilizadas por los gobiernos como referencia para implantar políticas comerciales y generar iniciativas en nuevas áreas de comercio, además de permitir la planificación de necesidades futuras de infraestructura en el transporte. Las empresas y otras organizaciones utilizan dichas estadísticas para evaluar mercados (por ejemplo medir penetración en el mercado o el volumen de transacciones de un mercado al que desean acceder).
La constitución del Mercado Único en 1993 supuso la desaparición de las formalidades aduaneras entre los Estados miembros y, por tanto, la supresión de las declaraciones que proporcionaban la información necesaria para la obtención de los datos relativos al comercio de bienes entre los Estados miembros de la Unión Europea.
Para la elaboración de las mencionadas estadísticas ha sido necesario recurrir a métodos y técnicas que garantizaran una información exhaustiva y fiable que no constituyeran una carga desproporcionada, especialmente para las pequeñas y medianas empresas y, al mismo tiempo, permitieran disponer de datos que proporcionaran una visión actual, exacta y detallada del Mercado Único.

## Normativa
Reglamento (CE) 638/2004 del Parlamento Europeo y del Consejo, de 31 de marzo de 2004, modificado por el Reglamento (CE) 222/2009, del Parlamento Europeo y del Consejo, de 11 de marzo de 2009. 
Reglamento (CE) n.º 1982/2004 de la Comisión Europea, de 18 de noviembre de 2004, modificado por los Reglamentos (CE) 91/2010 y 96/2010, de la Comisión Europea. 
Resolución de 27 de enero de 2009, de la Presidencia de la Agencia Estatal de Administración Tributaria (BOE 11/2/2009).

## Obtención de información
La obligación de suministrar la información requerida por el sistema Intrastat es determinada de forma independiente por las autoridades nacionales, siempre que cumplan las condiciones de cobertura establecidas en la normativa comunitaria (cobertura mínima del 97% en expedición y 95% en introducción) por lo que las exigencias pueden variar de un país a otro. Cada mes, los Estados miembros remiten a Eurostat, por vía electrónica, los resultados de sus estadísticas relativas a los intercambios totales de bienes. 
Los Estados miembros fijan umbrales anuales en el valor de los intercambios de bienes intracomunitarios que determinan la obligación de presentar la declaración intrastat de expedición o de introducción y comunican a Eurostat, el año anterior, la información relativa a los umbrales establecidos separadamente para cada flujo. Los operadores cuyo valor estadístico anual no haya superado dichos umbrales, el año anterior o el que corresponda a la declaración mensual presentada, no están obligados a presentar declaración estadística mensual. Al fijar dichos umbrales, los Estados miembros deben recoger (cobertura) en la declaraciones presentadas por los proveedores de información estadística, como mínimo, un 97% del valor de los intercambios de los Estados miembros en el flujo de expedición y un 95% en el flujo de introducción. Los Estados miembros tienen la obligación de estimar el valor no cubierto por las operaciones exentas de declaración.
De esta manera, existen operadores que están obligados a presentar su declaración mensual en un flujo determinado, por ejemplo el de expedición, por haber superado el umbral de ese flujo, pero no en introducción, por no haber superado el umbral correspondiente.
En España, para los años 2009 y 2010, los umbrales de expedición e introducción se fijaron en 400.000 euros, para cada uno de dichos flujos.
Adicionalmente, existen una serie de bienes y operaciones que están excluidos de la declaración intrastat. 
En general, están obligados a suministrar información las personas físicas o jurídicas que están sujetas al IVA, intervienen en un intercambio de bienes con otro Estado miembro y superan los umbrales de exención establecidos.
El suministro de servicios está excluido del sistema Intrastat.